# عنکبوت‌های گردباف مهمیزدار
عنکبوت‌های گردباف مهمیزدار (نام علمی: Mysmenidae) نام یک تیره از راسته عنکبوت است.